# Diego Cobo Terrazas
Diego Cobo Terrazas (Ciudad de México; 23 de noviembre de 1973). Es un político y biólogo mexicano, exmiembro del Partido Verde Ecologista de México, en dos ocasiones ha sido diputado federal plurinominal. 
Es licenciado en Biología. De 1994 a 1995 fue secretario de Juventud del PVEM y de ese año a 1998 Coordinador Nacional de la Juventud Ecologista. En 2006-2009 fue Secretario de Ecología y Medio Ambiente del Comité Ejecutivo Nacional del PVEM y representante de ese partido ante la Federación de Partidos Verdes de Europa y la Global Verde.
Asimismo fue asesor para asuntos ambientales de las campañas presidenciales de Vicente Fox Quesada (PAN-PVEM 2000) y de Roberto Madrazo Pintado (PRI-PVEM 2006).
Ha sido diputado federal plurinominal en dos ocasiones, a la LVIII Legislatura de 2000 a 2003 y a la LX Legislatura de 2006 a 2009 en las cuales fue Presidente de la Comisión de Medio Ambiente y Recursos Naturales y Vicecoordinador de su grupo parlamentario.
De 2011 a 2013 fue Regidor del Ayuntamiento de Boca del Río, Veracruz, donde ocupó la Comisión de Ecología.
De 2014 a 2015 se desempeñó como Director de Desarrollo Sustentable del Ayuntamiento del Puerto de Veracruz.
En 2015 fue designado Delegado de la Procuraduría Federal de Protección al Ambiente (PROFEPA) en el estado de Veracruz, cargo que ocupó hasta 2019 tras presentar su renuncia en desacuerdo con la nueva administración del gobierno de Andrés Manuel López Obrador.
Durante las elecciones federales de 2021 hizo pública su renuncia al Partido Verde Ecologista de México y anunció su apoyo público a la Alianza Va Por México (PRI-PAN-PRD).